# FPG-82
FPG-82は目下ブラジル空軍のためにFriuli Aeroespacialによって開発中のMk-82級の爆弾をGPS / INS誘導式の滑空爆弾に仕立てるためのキット。

## 運用
FPG-82はブラジル空軍のF-5BRとAMXとブラジル海軍航空隊のA-4に装備予定。

## 特徴
キットは重量が40kg GPS/INS誘導装置が尾部のフェアリング内に装備され、展開式の主翼は滑空比が7:1で射程が80kmまで増える